# Munjul (Majalengka)
Munjul is een bestuurslaag in het regentschap Majalengka van de provincie West-Java, Indonesië. Munjul telt 3864 inwoners (volkstelling 2010).